# Christian Lorenz Scheurer
Pour les articles homonymes, voir Scheurer.
Christian Lorenz Scheurer né à Berne est un dessinateur, peintre et illustrateur suisse. Il vit actuellement en Californie.

## Biographie
En 1991, il fut sélectionné pour figurer parmi les artistes officiels de la Suisse lors de la célébration des 700 ans du pays. Il a travaillé sur le film d'animation Final Fantasy : les Créatures de l'esprit, ainsi que sur Le Jour d'après (The Day After Tomorrow), Animatrix, Matrix, Dark City, Titanic et Le Cinquième Elément. Il a gagné le Philip Morris Award pour son travail sur roman graphique. En 2007, il expose à la Maison d'Ailleurs en Suisse.

## Style
Scheurer explore les thèmes liés à la science-fiction.

## Œuvres

### Livres
- ENTROPIA: A Collection of Unusually Rare Stamps, (Design Studio Press), 2006

### Films
- Techniques of Christian Lorenz Scheurer: Intro to Digital Painting in Photoshop, Gnomon Workshop
- The Techniques of Christian Lorenz Scheurer: Advanced Digital Painting in Adobe Photoshop, Gnomon Workshop, 2002.